# Brivio
Brivio je italská obec v provincii Lecco v oblasti Lombardie.
V roce 2013 zde žilo 4 719 obyvatel.

## Sousední obce
Airuno, Calco, Calolziocorte, Cisano Bergamasco (BG), Monte Marenzo, Olgiate Molgora, Olginate, Pontida (BG), Villa d'Adda (BG)

## Vývoj počtu obyvatel
Zdroj: 